# ドキュメント女ののど自慢
ドキュメント女ののど自慢（ドキュメントおんなののどじまん）とは、かつて日本テレビ系の朝のワイドショー番組『ルックルックこんにちは』（1979年4月 - 2001年3月）内で毎週水曜日に放送された視聴者参加型のコーナーで、1979年9月から最終回まで放送した番組名物の看板長寿企画であった。

## 概要

### 内容
毎週、5～10名の女性出場者が自分のドキュメント（大抵が波乱万丈話。当初はスタジオで日テレアナウンサーやレポーターがナレーションを行ったが、後にVTRを流す方式になる）を紹介された後、持ち歌を熱唱。審査員の得点に応じて賞品が贈られる。
　歌が余り上手くなく、審査員（プロフェッショナル審査員、以下レギュラー審査員）の点数が低くても、ドキュメントの内容によっては一般主婦審査員（詳細は後述、以下主婦審査員）の温情で合格出来ると言うのも、従来の素人歌番組には無い特徴であった。
　夏休みなど学校休みの時期になると、女子高校生大会なども企画されていた。グランドチャンピオン大会が企画された事もあった。又、男子高校生大会など、タイトルに反して、男性限定の企画も放送された事がある。尚、これらの特別企画に出場して、後に演歌歌手やアーティストとしてデビューした人も少なくない。観客席には後述の主婦審査員に加えて、応援に来た出場者の家族や友人も招待しており、横断幕を掲げて声援を送るのが恒例だった。

### 審査方法
審査方法は4名の審査員と30名の主婦審査員（この当時のワイドショーや同局の『午後は○○おもいッきりテレビ』などでよく見られた中年女性の観客）からなり、審査員の持ち点は各100点、主婦審査員は各1点の合計430点満点。
各賞（後述）には合格点が設定され、獲得点数がそれ以上であれば合格、それ未満では不合格となる。この為、審査員の点数だけで合格、または不合格になったケースも年に数回はあった。
審査の得点は同時発表ではなく、審査員→主婦審査員の順に発表される。
コーナー開始時～1986年秋頃まではレギュラー審査員のみ3名、それ以降から最終回まで審査員4名。4名体制時も変更当初、1名はゲストタレントやゲスト歌手が審査員を務めたが、1992年頃から1997年頃まではレギュラー審査員のみであった。末期である1998年頃からはレギュラー審査員2名の他にゲストタレント1名とゲスト演歌歌手またはアーティスト1名(または2名)の構成になり、その為、末期ではゲスト審査員はレギュラー審査員と比べ採点が甘めであり、不合格者は殆ど出なくなった。
100点満点を付けた審査員は松居一代と細川たかし。松居はゲスト審査員を勤めた際、細川は中山大三郎の代理審査員として審査をした際、1回だけ付けている。又、レギュラー審査員での最高点は船村徹、千葉紘子、若原一郎が付けた99点。
このコーナーの審査員点数は80点台後半が、一般人で歌がうまいとされている人のレベルであり、90点台だとプロ歌手になれる可能性があり、そこからプロデビューした出場者もいた。なお、70点台以下を付けられることは滅多になかった。

## 賞
スペシャル賞（当初は無く、後に追加）
- 合格点：審査員3人制時は300点、4人制時は395点

A賞
- 合格点：審査員3人制時は285点、4人制時は375点

B賞
- 合格点：審査員3人制時は270点、4人制時は360点

C賞
- 合格点：審査員3人制時は265点、4人制時は350点

D賞（末期に廃止）
- 合格点：審査員3人制時は230点、4人制時は340点

審査員の合計点のみで合格点に達すると合格音、審査員の合計点と合格点の差が30点を上回ると不合格の音楽がその時点でそれぞれ鳴る。
　主婦審査員の得点は大抵10～20点だった為、どの賞でも合格点から審査員の合計点を引いて残り10点以下であれば大抵は合格出来たが、残りが20点以上だと合格が厳しく、主婦審査員の得点を足しても合格点には届かず、ほぼ絶望的になるパターンが多かった。しかし、スペシャル賞に挑戦して残りが20点以上の場合でもプロ並みの歌唱力を持っていれば合格出来た（合格の例は後述の「素人時代に出場した有名人」を参照）。
A賞～D賞それぞれに3～4の賞品（A賞は航空券など。他に指輪、高級和牛、温泉宿泊券、自転車など）が設定され、ドキュメントの紹介の前に賞を選択する。また、スペシャル賞で合格すると、天井から大量の紙吹雪が降り、A賞～D賞の全賞品が一括して（後に副賞として、数十万～百万円相当の豪華カラオケ機器も併せて）贈られる。この他参加者全員に贈られる「参加賞」や、なべおさみが司会を務めていた当時は「なべ賞」と言う特別賞も設けられ、不合格者から1名を選び、鍋を贈る。

## セット
- セットは基本的にルックルック放送時のセットをそのまま使用していた（ただし、使用するスタジオは他の曜日と異なり、カラーセンター・Hスタジオ→Jスタジオではなく北本館・Kスタジオだった）。
- 得点発表のボードは、コーナー開始時から上段に各審査員、下段に審査員の合計点・主婦審査員（各審査員の点数表示より若干大きめ）を一括してボード（表示方法は電光掲示板（数字1桁が縦9ドット・横6ドット）[5]方式で、背景色は薄緑（3人制時）→水色（4人制時）)に表示していたが、1994年5月から1995年3月頃にかけて背景色がピンクに代わり、同時に電光掲示板方式から、デジタル表示方式に変更された[6]。さらに1996年から各審査員の点数表示は各審査員席の前に置かれ、審査員の合計点・主婦審査員の表示のみのボード表示（背景はピンク→薄緑(1999年)→黄色(最末期)）となった(最末期は6の数字が小文字の「b」に似た形になった)。審査発表時の効果音はアナログ式ストップウォッチを早回しした音や電子計算機のリレーに似せた刻む音であった。

## コーナー司会
- なべおさみ - 1979年9月-1991年5月

温かみのある司会進行で番組の顔と言える存在だったが、息子のなべやかん(当時は一般人)の大学替え玉受験の一件で降板を余儀なくされる。
- 夏木ゆたか - 1991年6月-2001年3月

なべの司会の時は審査員を務めていたが、なべの降板を機に司会へ転向。得意の早口を生かしたスピーディな進行と、しっとりした口調を場面に合わせ使い分ける事で独自のカラーを打ち出した。

## レギュラー審査員
- 船村徹（なべからは「審査員長」として紹介。コーナー開始当初～1988年頃まで）
- 若原一郎（なべからは「審査員長心得」または「審査員長補佐」として紹介」、コーナー開始当初～1989年まで）
- 千葉紘子（コーナー開始当初～1999年頃まで、決まって3枠だった）
- 石本美由起（船村と同様、なべから「審査員長」として紹介。1988年頃～1991年頃まで）
- 吉岡治（1990年代初頭～最終回まで）
- 市川昭介（1989年頃～最終回まで）
- 中山大三郎（1990年代初頭から2000年頃まで）
- 弦哲也（1990年代中期から最終回まで）
- 水森英夫（1990年代中期から最終回まで）
- 大本恭敬（1990年頃から2001年頃まで）
- 水木れいじ（最末期）

他

## 素人時代に出場した有名人
- 島谷ひとみ 1997年7月、女子高生大会に出場し、スペシャル賞を獲得。後に『THE JAPAN AUDITION』にも出場しこちらでも合格。1999年7月にデビュー。
- 川久保由香 女子高生大会に1993年頃出場し、A賞を獲得（審査員374点、主婦審査員25点の合計399点。当時の最高得点。仮にスペシャル賞でも合格ラインに達していた）。後に演歌歌手としてデビュー。
- 山形くるみ 1996年、女子高生大会に出場し、スペシャル賞を獲得（審査員380点、主婦審査員23点の合計403点）。NHKのど自慢でも同年度のグランドチャンピオンとなり、後に演歌歌手としてデビュー。
- 森山愛子 2000年、女子高生大会に出場（合否結果は不明）。その後、水森にスカウトされた。
他多数

## 出場した芸能人
- ナインティナイン 番組の企画として出演（岡村は1999年7月2日OA、矢部は2000年頃）。岡村は自身の誕生日プレゼントを獲得しようと番組に出場しスペシャル賞(リハではC賞と言っていた)に挑戦。矢部も出演した再現VTRの中で、コンビ解散の危機にドライブで聴いた佐野元春の「SOMEDAY」を熱唱した。審査では、レギュラー審査員の市川、水森がそれぞれ90点と89点、ゲスト審査員の京唄子が95点、ゲスト歌手の堀内孝雄が91点、合計365点の獲得に留まり、主婦審査員は30人全員押さないと合格出来ないと言う、非常に厳しい状況に追い込まれた。案の定13点しか獲得出来ず敗退。只、仮に岡村がA賞を選択していれば合格できていたので、岡村の歌唱力自体が悪いという訳では無かった。
- テツandトモ ナインティナインと同様（2001年頃）。あずさ2号を熱唱しA賞を獲得。

他多数